# Konstantin Tsiolkovskij
Konstantin Eduardovitj Tsiolkovskij (russisk: Константи́н Эдуа́рдович Циолко́вский, tr. Konstantín Eduárdovitj Tsiolkóvskij; født 5. september 1857 Isjevskoje, Rjasan guvernement (nu Rjasan oblast) Det Russiske Kejserrige, død 19. september 1935 i Kaluga, Sovjetunionen) var en russisk raketforsker og en pionér inden for rumforskningen. 
Han var født i en middelklassefamilie. Som barn var han svagelig og havde svært ved at høre, så han blev undervist hjemme indtil han var 16 år gammel.
Tsiolkovskij spekulerede over mange sider af rumrejser og raketfremdrift. Han betragtes som faderen til bemandet rumfart og var den første der forestillede sig en rumelevator. Hans mest berømte værk var Исследование
мировых
пространств
реактивными
приборами (Udforskningen af verdensrummet ved hjælp af reaktionsmotorer), som blev publiceret i 1903. Det var den første akademiske afhandling om raketmotorer. Desværre blev hans ideer ikke kendt udenfor Ruslands grænser, så der skete ikke mere før andre forskere, bl.a. fra Tyskland, gentog hans beregninger årtier senere.
Hans arbejde havde stor betydning for raketforskere i Europa, og blev også studeret i USA i 1950'erne og 1960'erne da amerikanerne forsøgte at forstå Sovjetunionens tidlige succesfulde start på rumfart.
Tsiolkovskij beskæftigede sig også med udviklingen af flyvemaskinen, og gennemførte uafhængigt de samme beregninger som brødrene Wright foretog på omtrent samme tid. Men han byggede aldrig nogen konkrete modeller og blev interesseret i mere ambitiøse emner.
Friedrich Zander var betaget af Tsiolkovskijs arbejde og arbejdede aktivt for at udbrede og udvikle det. I 1924 oprettede han det første Kosmosselskab i Sovjetunionen, og udviklede og byggede senere raketterne OR-1 (1930) og OR-2 (1933). Den 23. august 1924 blev Tsiolkovskij udpeget som professor i det militære luftværnsakademi N. J. Sjukovskij.
I 1929 foreslog Tsiolkovskij konstruktionen af flertrinsraketten i bogen Космические
поезда (Det kosmiske tog).

Raketligningen, den basale ligning for raketbevægelse, er opkaldt efter ham:
{\displaystyle m=m_{0}e^{-v/v_{1}}\;\;,}
hvor m er massen af rakethylster og nyttelast, {\displaystyle m_{0}} er massen af raketten ved affyringen, v er rakettens hastighed og {\displaystyle v_{1}} er hastigheden af udstødningsgassen.
Han var også en tilhænger af filosoffen
Nikolaj Fjodorovitj Fjodorov, og troede på at en kolonisering af rummet vil være en forbedring for menneskeheden med udødelighed og et sorgløst liv.
Tsiolkovskij døde i Kaluga, Sovjetunionen, hvor der er et rumfartsmuseum, opkaldt efter ham.
Citat: Jorden er menneskehedens vugge, men hvem forbliver hele livet i en vugge?